# Mata Municipal do Bombarral

A Mata Municipal do Bombarral é uma mancha florestal com cerca de quatro hectares, localizada no centro da vila de Bombarral (actual freguesia de Bombarral e Vale Covo). Por razões históricas, o Bombarral cresceu permitindo que este maciço arbóreo permanecesse quase intacto, constituindo, hoje, o mais importante, e quase único, espaço verde da vila.
A antiga coutada tornou-se jardim particular e, mais tarde, Parque Municipal (desde 1941 área de interesse público), função que desempenha actualmente. Se, por um lado, os estatutos de âmbito particular de que foi gozando permitiram a sua manutenção no centro da vila, por outro, foram a razão de uma ação humana constante. É hoje, portanto, constituída por formações semi-naturais, uma vez que, como mata urbana, essa acção tem estado sempre presente através de limpezas e abertura de caminhos.
Esta mata, designação pela qual é vulgarmente conhecida, reveste-se de grande interesse, em virtude de constituir um dos últimos redutos da vegetação que há vários séculos dominava a região. Algumas das espécies apresentam exemplares com dimensões absolutamente invulgares, chegando alguns sobreiros a ultrapassar os 20 metros de altura.
Não apenas pela invulgaridade das dimensões alcançadas por diversos exemplares, mas também pelo conjunto de espécies vegetais características dos bosques mediterrânicos outrora dominantes nesta região e que ali apresentam ainda um grau de conservação muito interessante, a Mata revela-se de um enorme interesse do ponto de vista natural, pelo património genético que encerra em si. Com o grau de preservação da estrutura da vegetação existente na Mata do Bombarral, provavelmente, apenas encontramos paralelo na Arrábida, sendo que as matas ali existentes constituem uma referência a nível ibérico e até mundial.
Estudos da vegetação realizados entre 2003 e 2004, identificaram 85 taxa distribuídos por 41 famílias botânicas. Entre as espécies arbóreas e arbustivas típicas das matas mediterrânicas destacam-se o aderno (Phillyrea latifolia L.), o medronheiro (Arbutus unedo L.), o sobreiro (Quercus suber L.), o carrasco (Quercus coccifera L.), o aderno-bastardo (Rhamnus alaternus L.), o carvalho-cerquinho (Quercus faginea subsp. Broteroi (Cout.), a aroeira (Pistacia lentiscus L.), o folhado (Viburnum tinus L.) e o loureiro (Laurus nobilis L.).
Entre os grupos mais emblemáticos, evidenciam-se-se as orquídeas, representadas por três espécies: Cephalanthera longifolia (L.) Fritsch, Epipactis heleborine (L.) Crantz e Limodorum trabutianum (Batt.), cuja presença evidencia um interessante grau de manutenção das características ecológicas, apesar da forte intervenção humana e pressão constantes.
Já se vulgarizou a ideia de que a Mata do Bombarral pode ser vista como um “museu vivo”, representante daquela que seria a vegetação natural da região há vários séculos. Não obstante, esta ideia causa frequente perplexidade quando é caracterizada como um bosque tipicamente mediterrânico. De facto, o clima do Bombarral, apesar de fortemente marcado pela proximidade do Atlântico, evidencia características claramente mediterrânicas.